# Rimapenaeus
Rimapenaeus is een geslacht van kreeftachtigen uit de klasse van de Malacostraca (hogere kreeftachtigen).

## Soorten
- Rimapenaeus byrdi (Burkenroad, 1934)
- Rimapenaeus constrictus (Stimpson, 1871)
- Rimapenaeus faoe (Obarrio, 1954)
- Rimapenaeus fuscina (Pérez Farfante, 1971)
- Rimapenaeus pacificus (Burkenroad, 1934)
- Rimapenaeus similis (Smith, 1885)